# Martin Renner
Martin Renner (nascido em 5 de maio de 1954) é um político alemão. Nascido em Reutlingen, Baden-Württemberg, ele representa a Alternativa para a Alemanha (AfD). Martin Renner é membro do Bundestag pelo estado da Renânia do Norte-Vestfália desde 2017.

## Vida
Ele tornou-se membro do bundestag após as eleições federais alemãs de 2017. É membro do Comité de Cultura e Mídia.